# Golf de la Nivelle
De Golf de la Nivelle is een Franse golfclub in Ciboure bij Biarritz

## Geschiedenis
De eigenaar van Golf Hôtel Beaurivage in Saint-Jean-de-Luz wilde eind 19e eeuw een golfclub oprichten. In die regio bestonden op dat moment de Golf de Biarritz (1888) en Pau Golf Club (1856). Hij vroeg advies over verschillende locaties en besloot de baan van La Nivelle te laten aanleggen op een oude steengroeve. Voor de financiering van zijn plan klopte hij onder andere aan bij de eigenaar van Hôtel d'Angleterre en een notaris in zijn dorp. Ze kochten diverse percelen grond en een boerderij die werd verbouwd tot clubhuis.
In 1907 werd de club opgericht en de baan geopend. Er was een 18 holesbaan en de club had vooral Engelse spelers, die na het uitbreken van de Eerste Wereldoorlog echter wegbleven. Tijdens de Tweede Wereldoorlog werd de golfbaan door de Duitsers gesloten. In 1947 ging het beheer over naar de Association Sportive du Golf de La Nivelle.
In 1972 werd het Open de France op Nivelle gespeeld. Barry Jaeckel won in de play-off tegen Peter Oosterhuis.